# Loretto (Kentucky)
Loretto es una ciudad ubicada en el condado de Marion en el estado estadounidense de Kentucky. En el Censo de 2010 tenía una población de 713 habitantes y una densidad poblacional de 85,65 personas por km².

## Geografía
Loretto se encuentra ubicada en las coordenadas 37°38′31″N 85°23′36″O / 37.64194, -85.39333. Según la Oficina del Censo de los Estados Unidos, Loretto tiene una superficie total de 8.32 km², de la cual 8.24 km² corresponden a tierra firme y (1.03%) 0.09 km² es agua.

## Demografía
Según el censo de 2010, había 713 personas residiendo en Loretto. La densidad de población era de 85,65 hab./km². De los 713 habitantes, Loretto estaba compuesto por el 97.76% blancos, el 0.7% eran afroamericanos, el 0.14% eran amerindios, el 0.42% eran asiáticos, el 0% eran isleños del Pacífico, el 0% eran de otras razas y el 0.98% pertenecían a dos o más razas. Del total de la población el 1.54% eran hispanos o latinos de cualquier raza.